# Danh sách phối ngẫu nước Nga

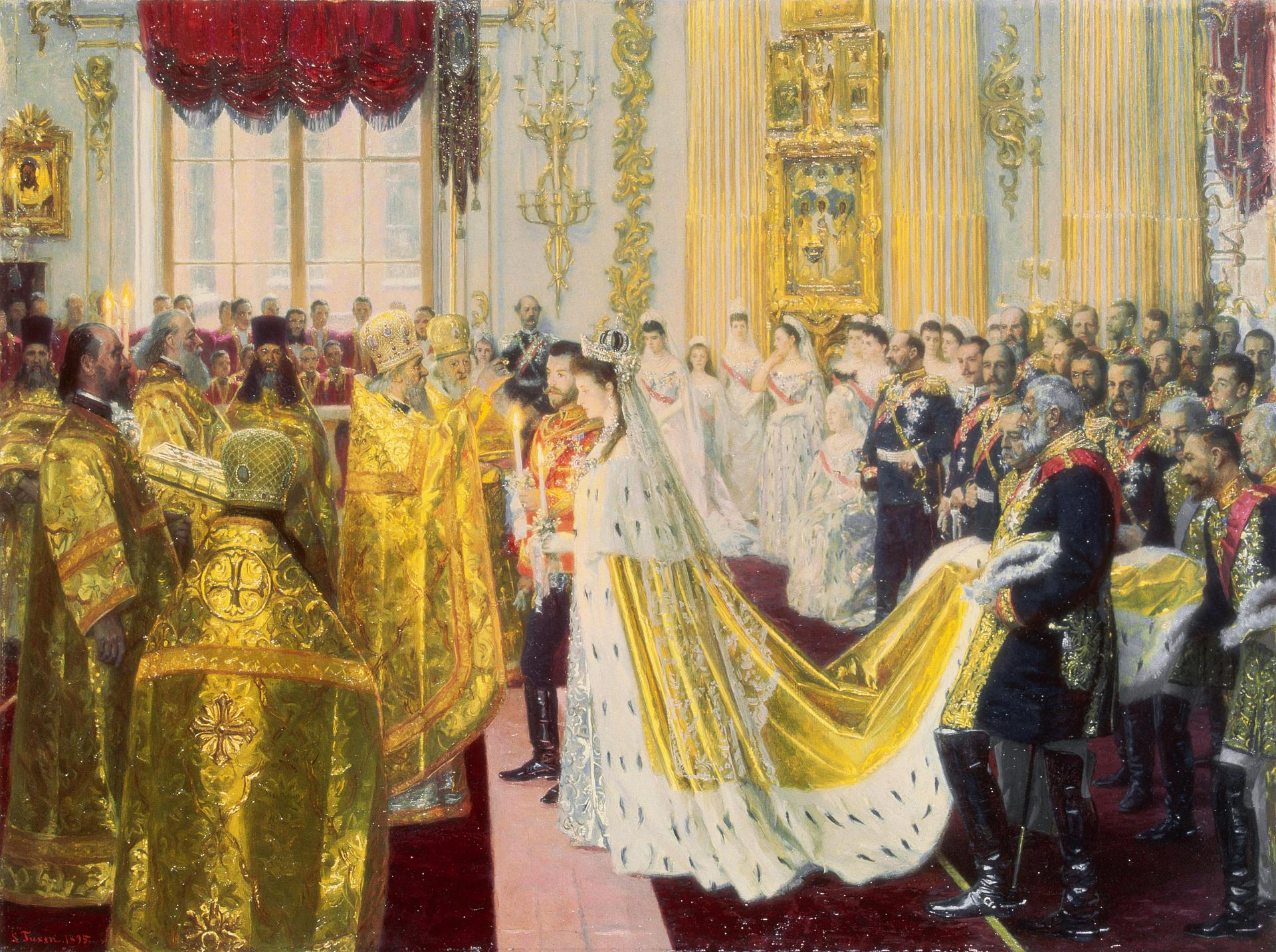
Đám cưới của Nikolai II và Alix của Hessen và Rhein

Đây là danh sách những người phụ nữ đã từng là Vương hậu hoặc Hoàng hậu của chế độ quân chủ Nga. Lịch sử Nga đã từng có bốn Nữ hoàng, và hai trong số đó trước đây Vương hậu. Các phối ngẫu Nga là vợ của các nhà cai trị Nga. Họ sử dụng các danh hiệu Vương phi, Đại Vương phi, Tsaritsa hoặc Hoàng hậu. Tuy nhiên, có một số trường hợp không liệt kê vì cả quân chủ và hôn phối đều là quân vương, họ vừa là phối ngẫu của nhau và sau này cai trị như một vị vua độc lập so với nhau. Nữ hoàng Yekaterina I và Yekaterina II vẫn được kể đến vì lên ngôi sau khi triều đại của phu quân Kết thúc.

## Vương phi của Rus'

### Vương phi xứ Novgorod

#### Nhà Rurik (862-882)
| Hình ảnh | Tên                           | Cha | Ngày sinh | Kết hôn | Ngày trở thành phối ngẫu | Kết thúc | Mất | Phối ngẫu        |
| -------- | ----------------------------- | --- | --------- | ------- | ------------------------ | -------- | --- | ---------------- |
|          | Efanda của Na Uy (tranh chấp) | -   | -         | -       | -                        | -        | -   | Rurik            |
|          | Không xác định                | -   | -         | -       | -                        | -        | -   | Oleg xứ Novgorod |

| Hình ảnh | Tên                                            | Cha                                                                    | Ngày sinh    | Kết hôn   | Ngày trở thành phối ngẫu                                            | Kết thúc                                                            | Mất                      | Phối ngẫu        |
| -------- | ---------------------------------------------- | ---------------------------------------------------------------------- | ------------ | --------- | ------------------------------------------------------------------- | ------------------------------------------------------------------- | ------------------------ | ---------------- |
|          | Không xác định                                 | -                                                                      | -            | -         | -                                                                   | -                                                                   | -                        | Oleg xứ Novgorod |
|          | Olga                                           | -                                                                      | c.890        | c.903     | 914                                                                 | 945                                                                 | 969                      | Igor I           |
|          | Malusha                                        | -                                                                      | -            | -         | -                                                                   | -                                                                   | -                        | Sviatoslav I     |
|          | Một nữ tu người Hy Lạp                         | -                                                                      | -            | -         | -                                                                   | -                                                                   | -                        | Yaropolk I       |
|          | Allogia                                        | -                                                                      | -            | -         | -                                                                   | -                                                                   | -                        | Vladimir I       |
|          | Một nữ tu người Hy Lạp, góa phụ của Yaropolk I | -                                                                      | -            | -         | -                                                                   | -                                                                   | -                        | Vladimir I       |
|          | Rogneda xứ Polotsk                             | Ragnvald                                                               | 962          | -         | -                                                                   | 988                                                                 | 1002                     | Vladimir I       |
|          | Adela                                          | -                                                                      | -            | -         | -                                                                   | -                                                                   | -                        | Vladimir I       |
|          | Malfrida                                       | -                                                                      | -            | -         | -                                                                   | 1000                                                                | -                        | Vladimir I       |
|          | Anna Porphyrogenita                            | Romanos II Hoàng đế Byzantine (Macedonia)                              | 13 March 963 | 989       | 989                                                                 | 1011                                                                | 1011                     | Vladimir I       |
|          | Cháu gái của Otto Đại đế                       | -                                                                      | -            | -         | -                                                                   | -                                                                   | -                        | Vladimir I       |
|          | Không xác định                                 | Bolesław I Chrobry Công tước của Ba Lan(Piast)                         | -            | 1013      | 1013                                                                | 1018                                                                | 1018                     | Sviatopolk I     |
|          | Ingegerd Olofsdotter của Thụy Điển             | Olof Skötkonung Vua Thụy Điển (Munsö)                                  | 1001         | 1019      | 1019                                                                | 1050                                                                | 1050                     | Yaroslav I       |
|          | Gertrude của Ba Lan                            | Mieszko II của Ba Lan Vua của Ba Lan (Piast)                           | 1025         | 1054      | 1054                                                                | 1073                                                                | 1104                     | Iziaslav I       |
|          | Killikiya hoặc là Kelikia (Cecilia)            | -                                                                      | -            | 1043-1047 | 1043-1047                                                           | -                                                                   | -                        | Sviatoslav II    |
|          | Oda xứ Stade                                   | Lothair Udo I Lãnh chúa của Nordmark (Udonids)                         | -            | 1065      | 1065                                                                | -                                                                   | -                        | Sviatoslav II    |
|          | Maria(?)                                       | Có thể là Constantine IX Monomachos Hoàng đế Byzantine (Macedonia)     | -            | -         | -                                                                   | -                                                                   | 1067                     | Vsevolod I       |
|          | Anna Polovetskaya                              | Vua của người Cuman                                                    | -            | 1068      | 1068                                                                | 1093                                                                | 1111                     | Vsevolod I       |
|          | -                                              | Có thể là Spytihněv II Công tước của Bohemia (Přemyslid)               | -            | -         | -                                                                   | -                                                                   | -                        | Sviatopolk II    |
|          | Olena                                          | Vua của người Kypchaks                                                 | -            | 1094      | -                                                                   | -                                                                   | -                        | Sviatopolk II    |
|          | Gytha xứ Wessex                                | Harold Godwinson Vua của nước Anh (Godwin)                             | c. 1053/1061 | -         | -                                                                   | -                                                                   | 1098 or 1107             | Vladimir II      |
|          | Eufimia                                        | Quý tộc Byzantine                                                      | -            | -         | -                                                                   | -                                                                   | 1107                     | Vladimir II      |
|          | Kristina Ingesdotter của Thụy Điển             | Inge Trưởng giả Vua của Thụy Điển (Stenkil)                            | -            | 1090-1096 | Là phối ngẫu của ông trước khi anh trở thành Đại thân vương xứ Kiev | Là phối ngẫu của ông trước khi anh trở thành Đại thân vương xứ Kiev | ngày 18 tháng 1 năm 1122 | Mstislav I       |
|          | Ljubava Saviditsch                             | Dmitry Saviditsch, hà quý tộc của Novgorod                             | -            | -         | -                                                                   | -                                                                   | -                        | Mstislav I       |
|          | Helena, một công chúa Ossetia                  | -                                                                      | -            | -         | -                                                                   | -                                                                   | -                        | Yaropolk II      |
|          | Maria Mstislavna xứ Kiev                       | Mstislav I xứ Kiev Đại thân vương xứ Kiev (Rurik)                      | -            | 1116      | 1139                                                                | -                                                                   | 1179                     | Vsevolod II      |
|          | Không xác định                                 | -                                                                      | -            | -         | -                                                                   | -                                                                   | 1151                     | Iziaslav II      |
|          | Rusudan                                        | Demetrius I của Georgia Vua của Georgia (Bagrationi)                   | -            | 1154      | 1154                                                                | 1154                                                                | 1210                     | Iziaslav II      |
|          | Không xác định                                 | Aepa Ocenevich Vua của người Cumans                                    | -            | 1108      | -                                                                   | -                                                                   | -                        | Yuri I           |
|          | Helena                                         | Có thể là Isaac KomnenosSebastokrator của Đế quốc Byzantine (Komnenos) | -            | -         | -                                                                   | -                                                                   | -                        | Yuri I           |
|          | Agnes của Ba Lan                               | Boleslaus III Công tước Ba Lan (Piast)                                 | 1137         | 1151      | 1167                                                                | 1170                                                                | 1182                     | Mstislav II      |
|          | Không xác định                                 | Beloš Vukanović Hoàng tử của Serbia (Vukanović)                        | -            | 1150      | -                                                                   | -                                                                   | -                        | Vladimir III     |

### Thời kì Đại Loạn (1598–1613)
| Hình ảnh | Tên                                                       | Cha                                                        | Sinh    | Kết hôn             | Ngày trở thành phối ngẫu          | Đăng quang         | Kết thúc                                            | Mất                  | Phối ngẫu                  |
| -------- | --------------------------------------------------------- | ---------------------------------------------------------- | ------- | ------------------- | --------------------------------- | ------------------ | --------------------------------------------------- | -------------------- | -------------------------- |
|          | Maria Grigorievna Skuratova-Belskaya                      | Grigory Lukyanovich Skuratov-Belskiy (Skuratova-Belskaya)  | ----    | 1570/1571           | 7 tháng 1 năm 1598 Chồng lên ngôi | ----               | 23 tháng 4 [O.S. 13 tháng 4] năm 1605 chồng qua đời | 10 tháng 6 năm 1605  | Boris Godunov              |
|          | Marina Yuryevna Mniszech                                  | Jerzy Mniszech (Mniszech)                                  | k. 1588 | 8 tháng 5 năm 1606  | 8 tháng 5 năm 1606                | 8 tháng 5 năm 1606 | 17 tháng 5 năm 1606                                 | 24 tháng 12 năm 1614 | Dmitry Giả I Dmitry II Giả |
|          | Maria Petrovna Buynosova-Rostovskaya tên gốc là Ekaterina | Hoàng tử Peter Ivanovich Buynosov-Rostov (Buynosov-Rostov) | k. 1586 | 17 tháng 1 năm 1608 | 17 tháng 1 năm 1608               | ----               | 19 tháng 7 năm 1610 Chồng bị phế truất              | 2 tháng 1 năm 1626   | Vasily IV                  |

## Tsaritsa của Nga

### Nhà Romanov (1613–1721)
| Hình ảnh | Tên                                                   | Cha                                                   | Ngày sinh                      | Kết hôn             | Trở thành phối ngẫu | Kết thúc                                | Mất                             | Phối ngẫu  |
| -------- | ----------------------------------------------------- | ----------------------------------------------------- | ------------------------------ | ------------------- | ------------------- | --------------------------------------- | ------------------------------- | ---------- |
|          | Maria Vladimirovna Dolgorukova                        | Hoàng tử Vladimir Timofeyevich Dolgorukov (Dolgoruki) | 1601                           | 19 tháng 9 năm 1624 | 19 tháng 9 năm 1624 | 17 tháng 1 năm 1625                     | 17 tháng 1 năm 1625             | Mikhail I  |
|          | Eudoxia Lukyanovna Streshnyova                        | Lukyan Stepanovich Streshnyov (Streshnyov)            | 1608                           | 5 tháng 2 năm 1626  | 5 tháng 2 năm 1626  | 12 tháng 7 năm 1645 chồng qua đời       | 18 tháng 8 năm 1645             | Mikhail I  |
|          | Maria Ilyinichna Miloslavskaya                        | Ilya Danilovich Miloslavsky (Miloslavsky)             | 1625                           | 26 tháng 1 năm 1648 | 26 tháng 1 năm 1648 | 2/3 tháng 3 năm 1669                    | 2/3 tháng 3 năm 1669            | Aleksei    |
|          | Natalya Kirillovna Naryshkina                         | Kirill Poluektovich Naryshkin (Naryshkin)             | 1 tháng 9 năm 1651             | 1 tháng 2 năm 1671  | 1 tháng 2 năm 1671  | 29 tháng 1 năm 1676 chồng qua đời       | 4 tháng 2 năm 1694              | Aleksei    |
|          | Agafiya Semyonovna Grushetskaya                       | Simeon Feodorovich Grushetsky (Grushetsky)            | 1663                           | 28 tháng 7 năm 1680 | 28 tháng 7 năm 1680 | 24 tháng 7 năm 1681                     | 24 tháng 7 năm 1681             | Fyodor III |
|          | Marfa Matveyevna Apraksina                            | Matvei Vasilievich Apraksin (Apraksin)                | 1664                           | 24 tháng 2 năm 1682 | 24 tháng 2 năm 1682 | 7 tháng 5 năm 1682 chồng qua đời        | 11 tháng 1 năm 1716             | Fyodor III |
|          | Praskovya Fyodorovna Saltykova                        | Feodor Petrovich Saltykov (Saltykov)                  | 12 tháng 10 năm 1664           | 9 tháng 1 năm 1684  | 9 tháng 1 năm 1684  | 8 tháng 2 năm 1696 chồng qua đời        | 13 tháng 10 năm 1723            | Ivan V     |
|          | Eudoxia Feodorovna Lopukhina                          | Feodor Abramovich Lopukhin (Lopukhin)                 | 9 tháng 8 năm 1669             | 6 tháng 2 năm 1689  | 6 tháng 2 năm 1689  | 1698 Ly dị                              | 7 tháng 9 năm 1731              | Pyotr I    |
|          | Marfa Samuilovna Skavronskaya Marta Helena Skowrońska | Samuel Skowroński (Skowroński)                        | 15 tháng 4 năm 1684 (Lịch mới) | 19 tháng 2 năm 1712 | 19 tháng 2 năm 1712 | 22 tháng 10 năm 1721 Trở thành Nữ hoàng | 17 tháng 5 năm 1727 (New Style) | Pyotr I    |

## Phối ngẫu của quân chủ Đế quốc Nga

### Nhà Romanov (1721–1762)
| Hình ảnh | Tên                                                   | Cha                            | Ngày sinh                      | Kết hôn             | Ngày trở thành phối ngẫu                   | Đăng quang                                                | Kết thúc                                               | Mất                            | Phối ngẫu | Huy hiệu |
| -------- | ----------------------------------------------------- | ------------------------------ | ------------------------------ | ------------------- | ------------------------------------------ | --------------------------------------------------------- | ------------------------------------------------------ | ------------------------------ | --------- | -------- |
|          | Marfa Samuilovna Skavronskaya Marta Helena Skowrońska | Samuel Skowroński (Skowroński) | 15 tháng 4 năm 1684 (Lịch mới) | 19 tháng 2 năm 1712 | 22 tháng 10 năm 1721 Đế quốc được tuyên bố | 7 tháng 5 năm 1724 Đăng quang với tư cách là đồng cai trị | 8 tháng 2 năm 1725 chồng qua đời & trở thành hoàng hậu | 17 tháng 5 năm 1727 (Lịch mới) | Pyotr I   |          |

### Nhà Romanov-Holstein-Gottorp (1762–1917)
| Hình ảnh    | Tên                                              | Cha                                                                 | Ngày sinh                     | Kết hôn                 | Ngày trở thành phối ngẫu           | Đăng quang                                              | Kết thúc                                                 | Mất                  | Phối ngẫu     | Huy hiệu |
| ----------- | ------------------------------------------------ | ------------------------------------------------------------------- | ----------------------------- | ----------------------- | ---------------------------------- | ------------------------------------------------------- | -------------------------------------------------------- | -------------------- | ------------- | -------- |
|             | Yekaterina Alekseyevna Sophie xứ Anhalt-Zerbst   | Christian August, Vương công xứ Anhalt-Zerbst (Ascania)             | 2 tháng 5 năm 1729 (Lịch mới) | 21 tháng 8 năm 1745     | 5 tháng 1 năm 1762 Chồng lên ngôi  | 12 tháng 9 năm 1762 đăng quang với tư cách là hoàng hậu | 17 tháng 7 năm 1762 Chồng bị ám sát & trở thành Nữ hoàng | 6 tháng 11 năm 1796  | Pyotr III     |          |
|             | Mariya Fyodorovna Sophie Dorothee xứ Württemberg | Friedrich Eugen xứ Württemberg (Württemberg)                        | 25 tháng 10 năm 1759          | 26 tháng 9 năm 1776     | 6 tháng 11 năm 1796 Chồng lên ngôi | 5 tháng 4 năm 1797                                      | 23 tháng 3 năm 1801 Chồng bị ám sát                      | 5 tháng 11 năm 1828  | Pavel I       |          |
|             | Yelizaveta Alekseevna Luise xứ Baden             | Karl Ludwig xứ Baden (Zähringen)                                    | 24 tháng 1 năm 1779           | 28 tháng 9 năm 1793     | 24 tháng 3 năm 1801 Chồng lên ngôi | 15 tháng 9 năm 1801                                     | 1 tháng 12 năm 1825 chồng qua đời                        | 16 tháng 5 năm 1826  | Aleksandr I   |          |
| không khung | Aleksandra Fyodorovna Charlotte của Phổ          | Friedrich Wilhelm III (Hohenzollern)                                | 13 tháng 7 năm 1798           | 13 tháng 7 năm 1817     | 1 tháng 12 năm 1825 chồng lên ngôi | 3 tháng 9 năm 1826                                      | 2 tháng 3 năm 1855 chồng qua đời                         | 1 tháng 11 năm 1860  | Nikolai I     |          |
| không khung | Mariya Aleksandrovna Marie xứ Hessen và Rhine    | Ludwig II xứ Hessen và Rhein (Hessen)                               | 8 tháng 8 năm 1824            | 16 tháng 4 năm 1841     | 2 tháng 3 năm 1855 chồng lên ngôi  | 7 tháng 9 năm 1856                                      | 8 tháng 6 năm 1880                                       | 8 tháng 6 năm 1880   | Aleksandr II  |          |
| không khung | Mariya Fyodorovna Dagmar của Đan Mạch            | Christian IX của Đan Mạch (Schleswig-Holstein-Sonderburg-Glücksburg | 26 tháng 11 năm 1847          | 9 tháng 11 năm 1866     | 13 tháng 3 năm 1881 chồng lên ngôi | 15 tháng 5 năm 1883                                     | 1 tháng 11 năm 1894 chồng qua đời                        | 13 tháng 10 năm 1928 | Aleksandr III |          |
| không khung | Aleksandra Fyodorovna Alix của Hessen và Rhein   | Ludwig IV của Hessen và Rhein (Hessen)                              | 6 tháng 6 năm 1872            | 14/26 tháng 11 năm 1894 | 14/26 tháng 11 năm 1894            | 16 tháng 5 năm 1896                                     | 15 tháng 3 năm 1917 Chồng thoái vị                       | 17 tháng 7 năm 1918  | Nikolai II    |          |